# Richard Peduzzi
Richard Peduzzi (Argentan, 1943) è uno scenografo, pittore e designer francese.
È stato direttore dell'École nationale supérieure des arts décoratifs di Parigi e dell'Accademia di Francia a Roma.

## Biografia
Richard Peduzzi ha studiato all'Accademia di disegno di rue Malebranche, a Parigi. È stato allievo dello scultore Charles Auffret, poi si è dedicato alla pittura. Nel 1965 sente il bisogno di uscire dalla pittura da cavalletto, pensando, come Stendhal nel 1824, che il secolo della pittura sia passato. Sceglie così il teatro, come medium della sua pittura.

## Le opere
Nel 1968 incontra Patrice Chéreau - figlio di una coppia di pittori - e lavora con lui alla prima di una serie di messe in scena, con il Dom Juan di Molière. Dopo il 1969 realizza le scenografie della maggior parte delle realizzazioni e dei film di Chéreau, tra cui:
- Molte creazioni di Bernard-Marie Koltès al Théâtre des Amandiers di Nanterre fra il 1982 e il 1989: 
  - 1983 : Combat de nègre et de chiens
- In campo operistico, le rappresentazioni del centenario del Ring, la tetralogia de L'anello del Nibelungo di Richard Wagner, al Festival di Bayreuth sotto la direzione di Pierre Boulez, tra il 1976 e il 1980.
- All'Opéra National de Paris, Les Contes d'Hoffmann di Jacques Offenbach nel 1974 e Lulu di Alban Berg per la prima mondiale del 1979.
- Alla Scala di Milano, Tristano e Isotta di Richard Wagner nel dicembre 2007.
- Al cinema, tra altri:
  - La Chair de l'orchidée (1974), vincitore del primo Premio César per la migliore scenografia nel 1976;
  - L'Homme blessé (1983);
  - La Regina Margot (1994), nominato al Premio César per la migliore scenografia del 1995 con Olivier Radot;
  - Ceux qui m'aiment prendront le train (1998), vincitore del Premio César per la migliore scenografia del 1999 con Sylvain Chauvelot.

Peduzzi ha anche prodotto arredamenti per il Mobilier national, ispirandosi a Mies van der Rohe e Paul Klee, ha partecipato al restauro, architettura d'interni e museografia della Biblioteca dell'Opéra national de Paris, e alla scenografia del padiglione francese all'Esposizione universale di Siviglia, ed è stato inoltre incaricato di realizzare l'architettura d'interni e la scenografia museografica del Museo del Louvre e del Museo d'Orsay.
È stato direttore dell'École nationale supérieure des arts décoratifs de Paris dal 1990 al 2002, e direttore dell' Accademia di Francia a Roma da settembre 2002 a giugno 2008.

## Il "Ring" di Bayreuth e lo stile di Peduzzi
Per le rappresentazioni del centenario della tetralogia di Richard Wagner al Festival de Bayreuth, nel 1976, Wolfgang Wagner chiamò Pierre Boulez, Patrice Chéreau, Richard Peduzzi e Jacques Schmidt. Il Ring viene rappresentato ogni estate per cinque anni nella stessa produzione, con leggere modifiche nella scenografia. Le scenografie di Peduzzi suscitarono grande scandalo il primo anno, ma le rappresentazioni del 1980 diedero luogo ad una delle più lunghe ovazioni teatrali di tutti i tempi.
A proposito della scenografia del "Ring" a Bayreuth, il drammaturgo François Regnault parla dello scenario "più bello del mondo", con la rupe delle Valchirie ispirata all'Isola dei morti di Arnold Böcklin come una "specie di fortino in mezzo alle acque marezzate, immensa cintura di rocce", che Peduzzi avrebbe trasformato in "teatro di pietra".
Il filosofo Michel Foucault descrive così le scenografie di Peduzzi: "grandi architetture immobili, rocce drizzate come rovine eterne, ruote giganti che nulla potrebbe far girare. Ma le ruote sono piantate nel cuore delle foreste, due teste d'angioletto sono scolpite nella roccia, e su questi muri del Valhalla si scopre un capitello dorico, imperturbabile, sopra al letto di fuoco della Valchiria, o nel palazzo dei Ghibicunghi, al quale egli dà a volte l'aria di un porto al crepuscolo dipinto da Claude Lorrain, e poco dopo lo stile dei palazzi neoclassici della borghesia guglielmina.
Lo stile di Peduzzi si caratterizza "per la rappresentazione in scena di elementi di architetture verticali spesso molto imponenti: grattacieli, rocce e colonne immense. Queste enormi masse sono il simbolo, sulla scena, dei pericoli che insidiano i personaggi. Spesso misteriose e labirintiche, le scenografie che Peduzzi firma per il teatro o l'opera rappresentano il destino tortuoso dei personaggi. La sua idea è che, sulla scena come altrove, lo spazio racconta quanto le parole.".